# Hormuški tjesnac
Hormuški tjesnac (perzijski: تنگه هرمز) je relativno uski pojas Indijskog oceana između Omanskog zaljeva na jugoistoku i Perzijskog zaljeva na jugozapadu. Sjeverna obala tjesnaca pripada Iranu, a južna Ujedinjenim Arapskim Emiratima te Omanu (eksklava Musandam).

## Strateški položaj iranskih otoka
Pored sjeverne obale tjesnaca nalazi se nekoliko iranskih otoka: Kiš, Kešm, Abu Musa te Veliki i Mali Tunb. Ovi otoci imaju veliki strateški značaj kao platforme s kojih se može nadzirati promet u tjesnacu.
Na konferenciji za tisak 18. prosinca 1997. godine, iranski je zamjenik ministra vanjskih poslova Abas Maleki izjavio da Iran podržava slobodan prolaz tankera kroz tjesnac, no da zadržava pravo da zatvori tjesnac ako bude ugrožen.

## Etimologija
Otvaranje Perzijskog zaljeva je opisano u djelu Periplus Maris Erythraei (put oko Eritrejskog mora ), mornarskom "vodiču" iz 1. stoljeća.

## Zrakoplovna nesreća 3. srpnja 1988.
Dana 3. srpnja 1988., Hormuški tjesnac je bio poprištem jedne od najkontroverznijih zrakoplovnih nesreća u povijesti. Ratna mornarica SAD-a (USS Vincennes) je pomoću navođenog projektila oborila Iranski putnički avion Airbus A300 (Iran Air let 655). Svih 290 putnika (uključujući 66 djece) je poginulo. Tadašnji predsjednik SAD-a,  George H. W. Bush, izjavio je kako se nikad neće ispričati za djela Amerikanaca ("I will never apologise for what Americans do."), a zapovjednika broda USS Vincennes, Williama C. Rogersa III. odlikovao je odličjem Legije zaslužnih (en:Legion of Merit).
Nakon Bushove izjave "I will never apologise for what Americans do", Iranski je predsjednik pozvao na osvetu protiv Amerikanaca, pa je jedva izbjegnut međunarodni incident. Ova je nesreća još uvijek izvor velike kontroverze.

## Vanjske poveznice
- Strait of Hormuz website:  Arhivirana inačica izvorne stranice od 7. kolovoza 2020. (Wayback Machine) uključuje i antičke zemljovide